# Toen 't licht verdween
Toen 't licht verdween is een Nederlandse stomme film uit 1918, in zwart-wit, ook bekend onder de titel Blind.
Het is een melodrama, gebaseerd op een Italiaans verhaal.

## Verhaal
De gezusters Sylvia en Lyda proberen beiden in de gunst te komen bij de knappe componist Pietro Gignoni. Uiteindelijk blijkt ook Pietro iets voor Sylvia te voelen, waardoor Lyda jaloers wordt. Ook is er een vierde persoon verliefd genaamd Rosni, deze op Sylvia, maar durft haar nimmer te vragen, omdat hij een misvormd lichaam heeft.
Pietro en Sylvia leiden een mooi leven samen met hun pasgeboren dochter. Dan krijgt Sylvia na een periode problemen met haar gezichtsvermogen. De enige uitweg lijkt een oogoperatie, die echter totaal mislukt en haar helemaal blind maakt. Intussen doet Lyda het huishouden bij Pietro, die hem helemaal inpalmt en voor zich wint. De ongelukkige Rosni ziet dit aan, hij heeft Sylvia in al die jaren nog altijd aanbeden en vertelt haar dat Pietro haar bedriegt. Dan neemt Sylvia een drastisch besluit en geeft haar lichaam aan de zee, om het geluk tussen Pietro en Lyda niet in de weg te staan.

## Rolverdeling
| Acteur                | Personage      |
| --------------------- | -------------- |
| Annie Bos             | Sylvia         |
| Adelqui Migliar       | Pietro Gignoni |
| Lola Cornero          | Lyda           |
| Frits Bouwmeester jr. | Rosni          |
| Jan van Dommelen      | Gio Romano     |
| Ernst Winar           |                |

## Trivia
- De film was jarenlang vermist, totdat hij begin 1996 ergens opdook in Frankrijk. Het materiaal was niet helemaal compleet, maar er was genoeg om een groot gedeelte van de film te vertonen in 1998.

1896-1909 · 1910-19 · 1920-29 · 1930-39 · 1940-49 · 1950-59 · 1960-69 · 1970-79 · 1980-89 · 1990-99 · 2000-09 · 2010-19
· 2020-29